# Anjo Mau (telenovela de 1997)
Anjo Mau (en español conocida como Ángel Malvado) es una telenovela brasileña producida por TV Globo y transmitida del 8 de septiembre de 1997 al 28 de marzo de 1998 en 173 capítulos. En Latinoamérica es llamado como Ángel Malvado.  Reemplazó a O Amor Está no Ar y fue reemplazada por Era uma Vez..., siendo la 52.ª "telenovela a las seis" que emite la emisora.
Es una nueva versión de la telenovela de 1976 del mismo nombre, creada por Cassiano Gabus Mendes. Adaptado por Maria Adelaide Amaral, con la colaboración de Vincent Villari, Bosco Brasil y Dejair Cardoso, con supervisión de texto de Silvio de Abreu. Fue dirigida por Emilio Di Biasi, José Luiz Villamarim y Carlos Araújo, con dirección general y central de Carlos Manga y Denise Saraceni.
Contó con la Participación Protagónica de Glória Pires y Kadu Moliterno y la participación antagónica de Alessandra Negrini junto con Leonardo Brício, Maria Padilha, Daniel Dantas, Regina Dourado y Cláudio Correia e Castro.

## Producción
Luana Piovani estaba originalmente programada para interpretar a la antagonista Paula, pero fue transferida a la protagonista de Malhação 1997 sin previo aviso y reemplazada por Alessandra Negrini, descubriendo el intercambio recién cuando llegó para el ensayo de la telenovela de las seis. En una situación inusual en la televisión desde la década de 1970, Susana Vieira fue "tomada prestada" de la telenovela Por amor, donde interpretó a la antagonista Branca, para hacer una aparición especial en el último capítulo de Anjo Mau como homenaje a haber interpretado a la niñera. Linda en la primera versión, apareciendo simultáneamente en dos nuevas telenovelas el mismo día.

## Trama
Nice (Glória Pires) es una pobre chica con cara de ángel, pero con actitudes nada correctas, descontenta con su previsible destino: casarse con un novio de los suburbios y tener muchos hijos. Trabaja como niñera en la mansión Medeiros, donde ya trabaja su padre, el chofer Augusto (Cláudio Corrêa e Castro), y se enamora de Rodrigo (Kadu Moliterno), el hermano de su jefa, Stela (Maria Padilha). La niñera usa todas las armas para conquistar al niño, apuntando al día en que se convertirá en la dueña de esa gran casa.
Nice aprovecha los descubrimientos que hace en la mansión para fomentar la intriga y tratar de acercarse a Rodrigo. Está a punto de casarse con Paula (Alessandra Negrini) cuando descubre, por medio de un truco de niñera, que la novia lo engaña con su propio hermano, el playboy Ricardo (Leonardo Brício). Desilusionado con ambos y dispuesto a desafiar a su familia y el orgullo de la sociedad que lo rodea, Rodrigo comienza a aparecer de noche en compañía de Niza.
Sin embargo, el camino aún no está del todo abierto para la niñera. Rodrigo está encantado con la dulce Lígia (Lavínia Vlasak), quien está enamorada de él, y Niza usa a su propio hermano, Luis Carlos (Márcio García), para separarlos. Mientras lucha por conquistar a Rodrigo en la mansión de los Medeiros, Nice vive un infierno en su casa. Es hija adoptiva de Augusto y Alzira (Regina Dourado). Su padre la trata con cariño, pero Alzira alberga un extraño desprecio por ella y esconde un secreto del pasado.
Otras parcelas unen a pobres y ricos. El prejuicio racial aleja a la ingenua Cida (Léa Garcia) de su hija Tereza (Luiza Brunet) y sus nietos. Teresa, hoy una mujer de sociedad, está casada con el millonario Rui Novaes (Mauro Mendonça) y la pareja tiene dos hijos: Paula y Bruno (Emílio Orciollo Neto). A la familia, Teresa dijo que su madre ya murió, por temor a que descubran que es negra. Sin embargo, Bruno comienza a salir con Vívian (Taís Araújo), la hija adoptiva de Cida, lo que obliga a Tereza a desenterrar su pasado.
También se enfoca la decadencia de la tradicional familia paulista de cuatrocientos años, a través de las hermanas Clotilde (Beatriz Segall) y Elisa (Ariclê Perez), quienes intentan ocultar la ruina manteniendo una pose e incumpliendo. Se unen a la costurera Goretti (Lília Cabral), que lucha por educar a su hija Simone (Samara Felippo). En el pasado, Goretti fue abandonada por el hombre que la dejó embarazada. Él es Tadeu (Daniel Dantas), ahora esposo de Stela Medeiros, quien, consumido por el remordimiento, intenta acercarse a su hija.

## Elenco
| Actor/Actriz             | Personaje              | Interpretada en 1976 por       |
| ------------------------ | ---------------------- | ------------------------------ |
| Glória Pires             | Nice                   | Susana Vieira                  |
| Kadu Moliterno           | Rodrigo                | José Wilker                    |
| Alessandra Negrini       | Paula                  | Vera Gimenez                   |
| Leonardo Brício          | Ricardo                | Luiz Gustavo                   |
| Lavínia Vlasak           | Lígia                  | Renée de Vielmond como Léa     |
| Luciano Szafir           | Júlio                  | Zanoni Ferrite                 |
| Mauro Mendonça           | Rui Novaes             | Jaime Barcellos                |
| Luiza Brunet             | Tereza                 | Rosita Thomaz Lopes como Odete |
| Taís Araújo              | Vívian                 |                                |
| Emílio Orciollo Netto    | Bruno                  |                                |
| Maria Padilha            | Stela                  | Pepita Rodrigues               |
| Daniel Dantas            | Tadeu                  | Osmar Prado como Getúlio       |
| Lília Cabral             | Goretti                |                                |
| Jackson Antunes          | Fred Jordão            |                                |
| Samara Felippo           | Simone                 |                                |
| Gabriel Braga Nunes      | Olavinho               |                                |
| Márcio Garcia            | Luís Carlos (Luca)     | Mário Gomes                    |
| Regina Dourado           | Alzira                 | Vanda Lacerda                  |
| Cláudio Correia e Castro | Augusto                | José Lewgoy                    |
| Beatriz Segall           | Clô Jordão             |                                |
| Ariclê Perez             | Elisinha Jordão Ferraz |                                |
| Raul Gazolla             | Ciro Furtado           | Sérgio Britto como Téo         |
| Mila Moreira             | Marilu                 | Ilka Soares                    |
| Bel Kutner               | Helena                 |                                |
| Léa Garcia               | Cida                   |                                |
| Átila Iório              | Josias                 | Ele mesmo como Onias           |
| Sérgio Viotti            | Américo                |                                |
| Luís Salém               | Benny                  |                                |
| Ana Beatriz Nogueira     | Duda                   |                                |
| Thelma Reston            | Tiana                  |                                |
| Marcela Raffea           | Socorro                |                                |
| Licurgo Spínola          | Delegado Celso         |                                |
| Ivone Hoffmann           | Geralda                |                                |
| Júlio Braga              | Aragão                 |                                |
| Ada Chaseliov            | Dora                   |                                |
| Klara Homsani            | Mileide                |                                |
| Bruno Padilha            | Guilherme              |                                |
| Otávio Müller            | Dr. Caio               |                                |
| Carlos Kroeber           | Dr. Conrado            |                                |
| Noris Barth              | Marcy                  |                                |
| Bruno Guimarães          | Théo                   | Eric Gomes Barbosa como Edinho |
| Tiago Guimarães          | Théo                   | Eric Gomes Barbosa como Edinho |

### Participaciones especiales
| Actor actriz           | Personaje                                               |
| ---------------------- | ------------------------------------------------------- |
| José Lewgoy            | doctor Eduardo Medeiros                                 |
| sergio mamberti        | otávio ferraz                                           |
| susana vieira          | Soraia                                                  |
| Nelson Javier          | Manuel                                                  |
| Mauricio Gonçalves     | Profe. Iván Paes                                        |
| Carolina Casting       | cuna de vida                                            |
| Zé Mauricio Machline   | Oscar Decrissée                                         |
| Nica Bonfim            | suely                                                   |
| Ana Paula Botelho      | flavia                                                  |
| Bia Montez             | Cibeles                                                 |
| Luis Henrique Nogueira | dani                                                    |
| casiano ricardo        | gastador                                                |
| claudio mamberti       | Político                                                |
| cristina prochaska     | laura                                                   |
| alejandra richter      | Shirley Figueiredo                                      |
| Carlos Gregorio        | doctor Cabral                                           |
| Serafín González       | doctor montículo                                        |
| alicia borges          | marivalda ferreira                                      |
| Mónica Mattos          | Fátima                                                  |
| carla fioroni          | Marly Gonçalves                                         |
| Francisco Milaní       | diputado pedro                                          |
| Adriana Lessa          | Camila                                                  |
| Ciudad de Moreira      | A-N-A                                                   |
| Marcos Oliveira        | Agenor                                                  |
| Rafael Molina          | Amor y                                                  |
| carlos bonow           | marcelo                                                 |
| Tadeu Mello            | tu goy                                                  |
| ricardo pavo real      | lacerda                                                 |
| Miwa Yanagizawa        | eloísa                                                  |
| ilana cruz             | Novia en la tienda Goretti                              |
| paulo reyes            | Abogado                                                 |
| Leticia Hees           | niñera despedida                                        |
| Clemente Viscaino      | Juez                                                    |
| orlando morais         | Él mismo                                                |
| antonia morais         | niña huérfana adoptada por Alzira en el último capítulo |

## Audiencia judicial
El primer capítulo de la trama obtuvo una media de 32 puntos.

#### Primera repetición
Debutó el 4 de agosto de 2003 con 22 puntos. Su mayor audiencia fue en el último capítulo, con 38 puntos. Tuvo un promedio general de 26 puntos, siendo una de las telenovelas más vistas de la década del 2000 de Vale a Pena Ver de Novo. 
Debutó el 28 de marzo de 2016 con 10 puntos, siendo el peor promedio de un primer capítulo en la historia de Vale a Pena Ver de Novo. El 12 de abril rompió su primer récord con 17 puntos. El 2 de agosto registra su mayor audiencia, con 20 puntos. El último capítulo registró 17 puntos. A pesar de la baja audiencia en el estreno y los constantes cambios de horario en relación con la transmisión de la UEFA Champions League, la Eurocopa de Fútbol y las competencias de los Juegos Olímpicos de Verano 2016, la telenovela terminó con un promedio general de 15 puntos, cumpliendo la meta establecido para la gama y teniendo un crecimiento del 2,8% en relación con su antecesor.

## Reemisiones
Fue retransmitido por Vale a Pena Ver de Novo del 4 de agosto de 2003 al 9 de enero de 2004, en 115 capítulos, reemplazando O Cravo e a Rosa y siendo reemplazado por Corpo Dourado.
Fue retransmitido en su totalidad por Canal Viva del 8 de julio de 2013 al 5 de marzo de 2014, reemplazando a Felicidade y siendo reemplazado por História de Amor .
Fue retransmitido nuevamente por Vale a Pena Ver de Novo del 28 de marzo al 23 de septiembre de 2016, en 124 capítulos, reemplazando a Caminho das Índias y siendo reemplazado por Cheias de Charme. La telenovela no se mostró los días 3, 4, 9, 12, 16 y 17 de agosto debido a las transmisiones de los Juegos Olímpicos de Verano de 2016.

## Otros medios
Estuvo disponible en la plataforma de streaming Globoplay el 16 de mayo de 2022, a través del proyecto Originalidade, que rescata y actualiza integralmente las producciones ya presentes en la plataforma.
La telenovela fue vendida alrededor de 30 países, entre ellos Bolivia, Estonia, Francia, Rusia, Senegal, Portugal, España y Venezuela.